# Revolución Permanente (Francia)
La Revolución Permanente (RP, en francés: Révolution Permanente) es una organización trotskista francesa.

## Historia
Surgió dentro de una corriente independiente dentro del NPA denominada Colectivo por una Tendencia Revolucionaria (CTR), que se unió a la Plataforma 4 para el I Congreso del NPA (10-13 de febrero de 2011) y defendiendo una orientación de partido obrero y de la lucha de clases. El CTR se disolvió después del congreso.
En las vísperas del Congreso (13 de febrero de 2011), una fracción del CTR se convirtió en la Corriente Comunista Revolucionaria. Para el Segundo Congreso, la CCR se agrupó en la Plataforma Z con la Tendencia CLAIRE. En ese congreso, la Plataforma Z defendió la orientación de un partido revolucionario de la clase obrera frente a la posición de la mayoría del partido (entre ellos los integrantes de la vieja LCR) que propugnaban una orientación de un "partido de luchas y de los movimientos sociales" y una alianza con el Frente de Izquierda de Jean-Luc Mélenchon, siendo la Plataforma E en la Conferencia Nacional del NPA celebrada en 2012. Esta orientación de alianzas con el Frente de Izquierda resultó vencedora e hizo entrar en crisis al NPA, causando que perdiera varios militantes e influencia a nivel nacional.
Para el Tercer Congreso del NPA celebrado en 2015, la CCR participó junto al grupo Anticapitalismo & Revolución (A&R), provenientes de la juventud de la vieja LCR, en la conformación de la Plataforma 3, defendiendo la posición de romper con la vieja mayoría y tener una orientación de independencia de clase y sin aliarse a variantes reformistas como el Frente de Izquierda. En noviembre de 2014, la CCR se movilizó en repudio del asesinato de Rémi Fraisse a manos de la policía antidisturbios. Como resultado de estas movilizaciones, uno de sus militantes, Gaetan Demay, resultó condenado junto a otros compañeros. En enero de 2015, durante la situación abierta después del Atentado contra Charlie Hebdo, la CCR se pronunció "contra la unión sagrada e islamófoba" de los principales políticos europeos y denunciando el silencio cómplice de las direcciones sindicales y reformistas (entre ellas el FdG de Mélénchon). En abril de ese año, los detenidos en noviembre de 2014 recibieron condena y la CCR lanzó una campaña internacional exigiendo la absolución de los cargos. Tras los Atentados de París de noviembre de 2015, la CCR se pronunció contra el racismo de los políticos franceses y el estado de excepción impuesto por el presidente Francois Hollande, repudiando la oleada nacionalista en redes sociales, denunciando el rol cómplice del Frente de Izquierda, cuyos diputados aprobaron el estado de excepción permanente, y organizando actos y marchas durante la Cumbre del Clima en pleno estado de emergencia, de los cuales la CCR tuvo presos políticos. En diciembre de 2015, la CCR organizó junto a otras organizaciones trotskistas un acto internacionalista con la asistencia de más de 300 personas. En la Conferencia Nacional del NPA de marzo de 2016, la CCR impulsó una orientación de conformar una lista unitaria con el ala izquierda del partido, conformándose como la Plataforma A e impulsando la orientación de que el NPA se presente con un candidato propio en las elecciones presidenciales francesas, a la vez que lograron obtener la mayoría en la Conferencia Nacional Juvenil. Actualmente, la CCR impulsa el periódico digital Révolution Permanente como parte de la red de diarios internacionales de La Izquierda Diario.
La organización está excluida del NPA en junio de 2021, se funda definitivamente en diciembre de 2022 con el nombre de "Revolution Permanente" ("Revolución Permanente").